# The Box (Kurzfilm)
The Box ist ein US-amerikanischer animierter Kurzfilm von Fred Wolf aus dem Jahr 1967.

## Handlung
Ein grauhaariger Mann kommt aus dem Regen in eine Bar. Bei sich hat er ein schwarzes Kästchen. Ein weiterer Bargast setzt sich neben den Mann und will wissen, was in dem Kästchen ist. Zunächst weigert sich der Mann, den Gast in die Box schauen zu lassen. Erst nach einer hohen Bezahlung darf er hineinschauen und reagiert entsetzt – er verlässt umgehend die Bar. Eine Frau erscheint, flirtet mit dem Mann und darf in die Box schauen, sieht jedoch nichts. Der Mann fordert sie auf, die Hand in die Box zu stecken. Sie greift in die Box und zieht die Hand angeekelt zurück und verlässt die Bar. Der Mann öffnet die Box seitlich – es ist ein kleiner Tierkäfig. Der Mann füttert das Tier.
Eine junge rothaarige Frau kommt in die Bar und setzt sich neben den Mann. Sie holt eine identische Box aus ihrer Tasche. In ihr befindet sich ebenfalls ein Tier, das nun gefüttert wird. Mann und Frau stellen ihre Boxen schließlich geöffnet nebeneinander. Es rumort in den Boxen. Mann und Frau küssen sich. Gemeinsam verlassen sie mit beiden Boxen die Bar und ziehen sich auf ein Hausboot zurück.

## Produktion
The Box wurde 1967 veröffentlicht. Der Film enthält keine Dialoge. Die musikalische Begleitung ist sparsam und besteht hauptsächlich aus Trommel- bzw. Schlagzeuggeräuschen.

## Auszeichnungen
The Box gewann 1968 den Oscar in der Kategorie „Bester animierter Kurzfilm“. Auf dem Festival d’Animation Annecy erhielt The Box den International Film Critics Award.